# Ludwig Räber
Ludwig Räber OSB (* 13. Januar 1912 in Küssnacht; † 4. August 1976 auf Sizilien) war ein Schweizer Benediktinerpater.

## Leben
Der Sohn Joseph Räbers besuchte die Stiftsschule Einsiedeln und studierte Philosophie in Löwen und Wien. Nach der Promotion 1936 und der Ordensprofess 1937 in Einsiedeln studierte er Theologie in Einsiedeln. Nach der Priesterweihe 1941 war er Lehrer an der Stiftsschule (1951–1966, 1973–1976 Rektor). Er war von 1941 bis 1951 Redaktor von Maria Einsiedeln. Von 1966 bis 1973 lehrte er als Professor für Pädagogik an der Universität Freiburg i. Üe. (1972–1973 Dekan).

## Schriften
- Othmar Spanns Philosophie des Universalismus. Darstellung und Kritik. G. Fischer, Jena 1937.